# 哥頓冰川
80°17′S 26°09′W / 80.283°S 26.150°W
哥頓冰川是南極洲的冰川，位於科茨地，全長39公里，流經沙克爾頓山脈，最終注入斯萊瑟冰川，在1957年由英聯邦探險隊繪入地圖，現時由南極條約體系管理。

## 外部連結
- http://www.navitraveler.com/places/240709/Gordon_Glacier.htm（页面存档备份，存于）